# Jay Johnson (buktalare)
Jay Johnson, född 11 juli 1949 i Lubbock, Texas, är en amerikansk buktalare och skådespelare, mest känd för att ha spelat Chuck (och Bob) Campbell i komediserien Lödder.